# Novel ecosystem
Met de term novel ecosystem – soms aangeduid als nieuw ecosysteem – wordt door een aantal invloedrijke Amerikaanse restoratie-ecologen een type ecosysteem omschreven dat sterk door mensen is beïnvloed en (dus) in het Antropoceen is ontstaan.
Een novel ecosystem heeft de volgende kenmerken:
- het is door mensen aangelegd of bewerkt,
- de structuur en functie zijn veranderd door menselijk handelen,
- het wordt niet door mensen beheerd,
- er zijn geen natuurlijke systemen die een analoge structuur of manier van functioneren kennen.

Voorbeelden zijn bermen langs snelwegen, plantengemeenschappen op oude gebouwen of oude agrarische landschappen.
De term novel ecosystem is ingevoerd omstreeks 2006 vanuit het idee dat een nieuwe term nodig was om bepaalde sterk door mensen beïnvloede ecosystemen aan te duiden die nochtans een zekere eigenheid en duurzaamheid hebben. Vooral door klimaatverandering, invasieve soorten, extinctie en grote veranderingen in elementcycli zoals de  stikstofkringloop zijn dergelijke nieuwe door de mens veroorzaakte ecosystemen ontstaan. 
Ecologen die aan de basis stonden van de term novel ecosystem, de ecologen Eric Higgs en Richard J. Hobbs en bioloog James A. Harris, hebben het begrip verder uitgewerkt in hun wetenschappelijke artikel "Novel Ecosystems: Intervening in the New Ecological World" uit 2009. Novel ecosystems zouden volgens hen onderscheiden moeten worden van 'hybride ecosystemen', die veranderd zijn maar hersteld kunnen worden, en 'historische ecosystemen', die niet veranderd zijn, maar zeldzaam zijn geworden.
Sommige hybride ecosystemen zijn moeilijk te herstellen omdat het financieel, technisch of fysiek moeilijk is om deze door menselijke activiteiten sterk veranderde ecosystemen zo te gaan beheren dat ze weer in de oorspronkelijke staat komen. Het begrip novel ecosystems zou uitkomst bieden.
Novel ecosystems stellen natuurbeschermers en ecologen voor dilemma's. Dienen deze beschermd te worden, wat zijn de maatstaven daarvoor en welk beheer is vereist?

## Kritiek
Onder meer door bioloog en ecoloog Daniel Simberloff en de restoratie-ecoloog James Aronson is forse kritiek geleverd op het begrip novel ecosystem of 'nieuw ecosysteem'. Deze kritiek omvat de volgende aspecten:
- de definitie is vaag en veranderlijk;
- er zijn geen ecosystemen die voldoen aan de criteria voor een 'nieuw ecosysteem’;
- het is een vrijgeleide voor overheden, bedrijven en anderen om maar niet te investeren in herstelbeheer van ecosystemen.